# Нечипоренко, Татьяна Алексеевна
Татья́на Алексе́евна Нечипоре́нко (1917—1998) — советский и украинский врач; участница Великой Отечественной войны, Герой Социалистического Труда.

## Биография
Родилась в 1917 году в городе Инсар (ныне — в Мордовии). Русская.
В 1936 году окончила среднюю школу и поступила во 2-й Ленинградский медицинский институт. Работала патронажной медицинской сестрой, в 1940 году зачислена педиатром городской консультации в Ленинграде. Окончила институт в 1941 году.
1 июля 1941 вступила добровольцем в ряды Красной Армии (Фрунзенский РВК Ленинграда), направлена в первую в Кировске дивизию народного ополчения. Воевала на Ленинградском, Юго-Западном и 3-м Украинском фронтах. Войну старший лейтенант медицинской службы Т. А. Петелина закончила в должности начальника хирургического отделения эвакогоспиталя № 270.
После демобилизации в 1946 году вернулась в Инсар, работала в районной больнице.
В 1948 году переехала в город Николаев. С 1948 по 1977 годы работала участковым врачом при 2-й объединённой городской больницы в посёлке судостроителей Темвод. За это время превратила свой участок в микрополиклинику, организовала школу передового опыта для участковых врачей города.
Занималась общественной деятельностью, 12 раз избиралась депутатом районного совета.
Умерла в Николаеве 4 августа 1998 года.

## Награды и почётные звания
Указом Президиума Верховного Совета СССР от 20 июля 1971 года «за большие заслуги в развитии советского здравоохранения и медицинской науки» удостоена звания Героя Социалистического Труда с вручением ордена Ленина и золотой медали Серп и Молот.
Награждена орденами Трудового Красного Знамени, Отечественной войны 2-й степени (6.4.1985), Красной Звезды (15.11.1944), медалями, нагрудным знаком «Отличник здравоохранения».